# Die Hochzeit

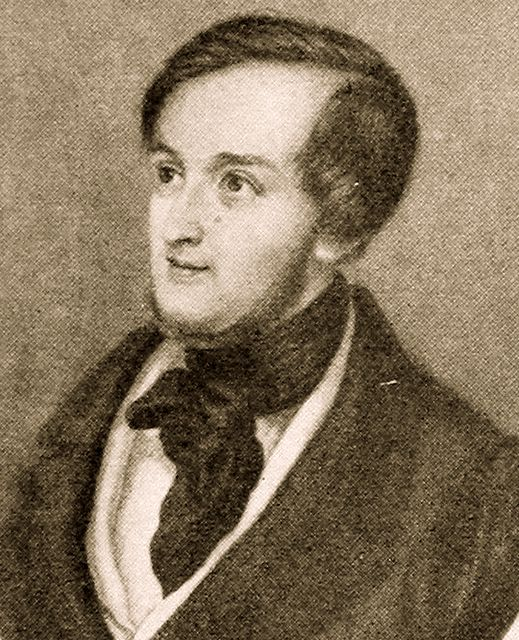
Richard Wagner vers 1830

Die Hochzeit (Les Noces) est un opéra inachevé écrit par Richard Wagner sur un livret du compositeur et est considéré comme étant son premier opéra de jeunesse. Wagner avait fini de rédiger le livret et commencé la composition de l'œuvre en 1832 à 19 ans, mais il détruisit le livret quand sa sœur Rosalie, la porte-parole de sa famille, lui dit que l'histoire la dégoûtait. Aujourd'hui, seulement une introduction (la première scène de l'opéra) composée d'un chœur et un septuor a été retrouvée et Die Hochzeit n'a jamais été représenté. En revanche, la partition de ces trois morceaux a été publiée aux éditions Michael Bailling (1866-1925).

## Personnages
- Deux sopranos (Ada et Lora)
- Trois ténors (Arindal, Harald et Admund)
- Deux basses (Cadolt et Hadmar)
- Un chœur mixte

## Argument
Wagner résume l'argument dans sa biographie Mein Leben :
Le contexte de l'intrigue est un mariage arrangé (donc sans amour) entre une jeune femme nommée Ada et un jeune homme nommé Arindal afin que deux familles ennemies puissent enfin se réconcilier. La veille de son mariage, Cadolt vient trouver Ada sur son balcon. Celle-ci repousse ses avances, préférant le devoir familial, mais fait accidentellement chuter Cadolt du balcon, qui décède. Des funérailles sont organisées, où tous, même la famille de la meurtrière, assistent. Mais Ada sombre peu à peu dans la folie et le jour de l'enterrement, tombe morte sur le cadavre de Cadolt (qu'elle aimait malgré tout), tandis que son père la désigne comme coupable du meurtre devant l'assemblée.

## Enregistrement
Il n'y a pas d'enregistrement de l’œuvre, mais une partition (inachevée) est tombée dans le domaine public.
Les noms 'Ada', 'Arindal', 'Lora' et 'Harald' ont été réutilisés par Wagner pour son premier opéra achevé, Die Feen (Les Fées) (1833), contrairement à 'Cadolt'. On suppose que la musique prévue au départ pour Die Hochzeit a été utilisée pour cet opéra, qui parle lui aussi de mariage mais dans un contexte plus fantastique.

## Sources
- (de)/(en) Cet article est partiellement ou en totalité issu des articles intitulés en allemand « Die Hochzeit » (voir la liste des auteurs) et en anglais « Die Hochzeit » (voir la liste des auteurs).
- Richard Wagner: Mein Leben. Vollständige, kommentierte Ausgabe. Herausgegeben von Martin Gregor-Dellin. List, München 1977,  (ISBN 3-471-79124-8), pp. 74–76